# Coelotes micado
Coelotes micado är en spindelart som beskrevs av Embrik Strand 1907. Coelotes micado ingår i släktet Coelotes och familjen mörkerspindlar. Inga underarter finns listade i Catalogue of Life.